# Dieta (prawo pracy)
Dieta za czas podróży służbowej – kwota należna pracownikowi odbywającemu z polecenia pracodawcy podróż służbową w ramach wykonywanej pracy, na pokrycie zwiększonych kosztów wyżywienia w czasie podróży.

## Kwota
Wysokość diet krajowych i zagranicznych w sferze budżetowej określa rozporządzenie ministra właściwego do spraw pracy. W pozostałych zakładach pracy określa je wewnętrzne prawo zakładowe. Nie mogą to być stawki niższe niż określone w rozporządzeniu. Pracodawca może jednak przyjąć wyższe kwoty. Jeśli przepisy wewnętrzne u pracodawcy nie określają wysokości diety, przyjmuje się wysokość określoną w rozporządzeniu.
Wysokość diety z tytułu podróży krajowej w latach 2013–2022 wynosiła 30 zł, a od 28 lipca 2022 – 38 zł. Wysokość diet zagranicznych uzależniona jest od kraju docelowego podróży i określana jest w załączniku do rozporządzenia.

## Obliczanie
Należność z tytułu diety obliczana jest za czas liczony od rozpoczęcia (wyjazd) do zakończenia (powrót) podróży.

### Diety krajowe
- od 8 do 12 godzin – połowa diety
- ponad 12 godzin – pełna dieta
- za każdą następną rozpoczętą dobę:
  - do 8 godzin – połowa diety
  - ponad 8 godzin – pełna dieta

### Diety zagraniczne
- do 8 godzin – 1/3 diety,
- ponad 8 do 12 godzin – 1/2 diety,
- ponad 12 godzin i za każdą pełną dobę podróży przysługuje dieta w pełnej wysokości

## Opodatkowanie
Diety w wysokości nieprzekraczającej limitu określonego w rozporządzeniu są wolne od podatku dochodowego i nie stanowią podstawy do naliczenia składek ZUS.

## Podstawa prawna
- Kodeks pracy
- Rozporządzenie Ministra Pracy i Polityki Społecznej z dnia 29 stycznia 2013 r. w sprawie należności przysługujących pracownikowi zatrudnionemu w państwowej lub samorządowej jednostce sfery budżetowej z tytułu podróży służbowej (Dz.U. z 2023 r. poz. 2190)
- Rozporządzenie Ministra Obrony Narodowej z dnia 6 lipca 2022 r. w sprawie należności pieniężnych żołnierzy zawodowych za przeniesienia, przesiedlenia i podróże służbowe (Dz.U. z 2022 r. poz. 1464)